# Liste von Aussichtstürmen in Hamburg
Die Liste von Aussichtstürmen in Hamburg enthält Bauwerke, welche über für den Publikumsverkehr zugängliche Aussichtsmöglichkeiten verfügen. Sie umfasst Aussichts-, Fernseh- und Wassertürme, Hochhäuser, Kirchtürme, stationäre Fahrgeschäfte und sonstige Aussichtsplattformen – auch ehemalige Türme (usw.). Die Listen enthalten keine reisenden Panoramafahrgeschäfte.

## Liste
Anmerkung: Die Tabellenspalten sind sortierbar, dazu dienen die Symbole bei den Spaltenüberschriften. In der Ausgangsansicht sind die Türme nach Gesamthöhe (absteigend), bei gleicher Höhe nach Name des Bauwerks (aufsteigend) sortiert.

### Bestehende Bauwerke
| Name des Bauwerks                     | Ort                       | Bau- jahr | Ges. höhe (m) | Platt- form- höhe (m) | Auf- zug | Bauwerkstyp            | Bemerkungen | Bild |
| ------------------------------------- | ------------------------- | --------- | ------------- | --------------------- | -------- | ---------------------- | --- | ---- |
| Heinrich-Hertz-Turm                   | Hamburg-St. Pauli Lage    | 1968      | 280           | 120                   | ja       | Sendeturm (Stahlbeton) | seit 2001 geschlossen |      |
| Mahnmal St. Nikolai                   | Hamburg Lage              | 1874      | 147           | 076                   | ja       | Kirchturm              | seit 2005 Aussichtsturm mit gläsernem Fahrstuhl |      |
| Hauptkirche Sankt Michaelis (Hamburg) | Hamburg Lage              | 1912      | 132,14        | 83                    | ja       | Kirchturm              | |      |
| Hauptkirche Sankt Petri (Hamburg)     | Hamburg Lage              | 1878      | 132           | 123                   | nein     | Kirchturm              | |      |
| Elbphilharmonie                       | Hamburg-HafenCity Lage    | 2016      | 110           | 037                   | ja       | Konzerthaus            | Aussichtsplattform auf der öffentlichen Plaza |      |
| Wasserturm Hamburg-Winterhude         | Hamburg-Winterhude Lage   | 1915      | 064,5         | 042                   | ja       | Steinturm              | heute als Planetarium und Aussichtsturm genutzt |      |
| Flakturm Wilhelmsburg                 | Hamburg-Wilhelmsburg Lage | 1943      | 041,6         | 030                   | ja       | Stahlbetonturm         | im 2. Weltkrieg wurden in Hamburg zwei große Flaktürme gebaut. Beide enthielten Luftschutzräume für mehrere zehntausend Menschen. Der Flakturm VI in Wilhelmsburg ist heute besteigbar. |      |
| Aussichtsturm Zuckerstangen           | Hamburg-Neuallermöhe Lage | 2004      | 025           | 018                   | nein     | Stahlkonstruktion      | Skulptur und Aussichtsturm mit 3 Wendeltreppen |      |
| Süllbergturm                          | Hamburg-Blankenese Lage   | 1887      | 020           |                       | nein     | gemauerter Turm        | |      |
| ViewPoint HafenCity                   | Hamburg-HafenCity Lage    | 2004      | 013           |                       | nein     | Stahlkonstruktion      | seit 2013 am Baakenhafen |      |
| Leuchtfeuer Bunthaus                  | Hamburg-Wilhelmsburg Lage | 1913      | 06,95         |                       | nein     | Holzturm               | ehemaliger Leuchtturm |      |
| Aussichtsturm Finkenwerder            | Hamburg-Finkenwerder Lage | 0?        | 06            |                       | nein     | Stahlkonstruktion      | Leuchtturm; Höhe ca. |      |

### Nicht mehr bestehende Bauwerke
| Name des Bauwerks    | Ort               | Bau- jahr | Ges. höhe (m) | Platt- form- höhe (m) | Auf- zug | Bauwerkstyp     | Bemerkungen     |
| -------------------- | ----------------- | --------- | ------------- | --------------------- | -------- | --------------- | --------------- |
| Bismarckturm Hamburg | Hamburg-St. Pauli | 1889      | 022           | 015                   | nein     | gemauerter Turm | 1926 abgerissen |
| Philipsturm          | Planten un Blomen | 1953      | 036           |                       |          |                 |                 |

## Abkürzungen
In den Tabellen verwendete Abkürzungen bedeuten:
- Jh. = Jahrhundert